# الكنيسة (وادي الحجارة)
الكُنَيسة هي حي في بلدية Sigüenza في مقاطعة وادي الحجارة في إسبانيا.